# Сакс-Харбор
Сакс-Харбор (англ. Sachs Harbour) — деревня в административном регионе Инувик, Северо-Западные территории, Канада. Получила название в честь судна Мери-Сакс (англ. Mary Sachs), которое участвовало в Канадской арктической экспедиции 1913 года.

## География

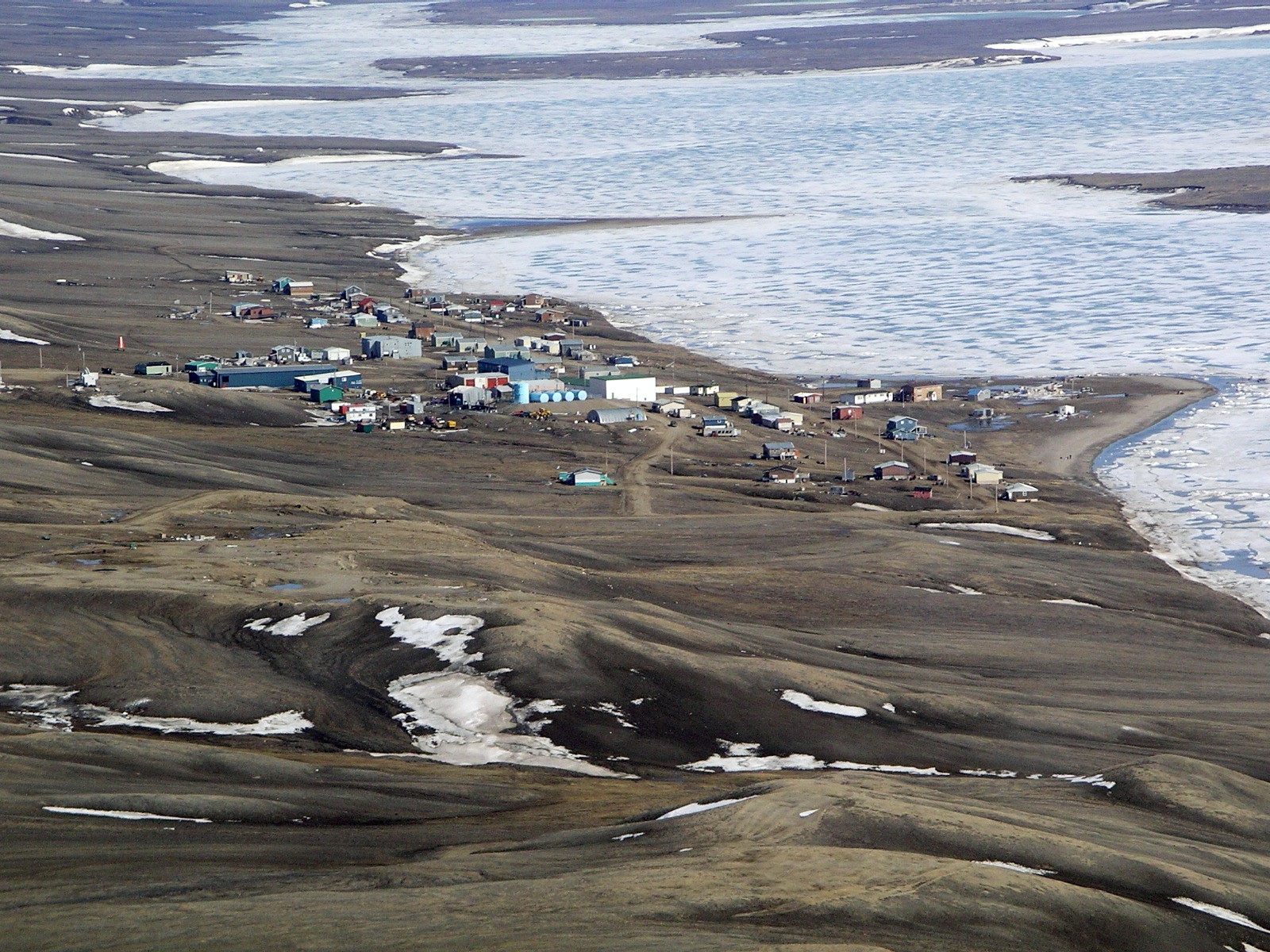
Вид на Сакс-Харбор

Деревня расположена на юго-западном побережье острова Банкс и является единственным постоянным поселением на острове.
К северу от деревни находится национальный парк Олавик.

## Население
По данным переписи 2011 года население деревни составляет 112 человек. Основные языки населения — инувиалуктун и английский.

## Экономика и транспорт
Большая часть населения занимаются охотой и рыболовством, небольшую роль в экономике деревни играет также туризм. Каждую весну жители охотятся на гусей, так как на острове Банкс обитает крупнейшая колония гусей в Северной Америке. Кроме того, деревня является местом крупнейшей коммерческой охоты на овцебыков. Три четверти мировой популяции этих животных обитает на острове. Также, здесь часто встречаются карибу и белые медведи.
Большая часть грузов доставляется в Сакс-Харбор баржами в летние месяцы, а также авиацией из города Инувик, расположенного в 523 км к юго-западу. Имеется небольшой аэропорт.